# Decius Vibellius
Decius Vibellius war ein kampanischer Ritter aus dem Geschlecht der Vibellier, das vermutlich in Capua angesiedelt war.
Er war mit dem Oberkommando über die kampanische Legion betraut, die durch den Konsul Publius Valerius Laevinus um 282 v. Chr. wegen des Pyrrhoskrieges als römische Schutzmacht in die Stadt Rhegion gelegt worden war. Hier missbrauchte er nach einiger Zeit seine Stellung, indem er die Stadt um 280 v. Chr. eigenmächtig in Besitz nahm.
Er wurde nach der Einnahme der Stadt, vermutlich durch den Konsul Gaius Genucius Clepsina 270 v. Chr., zusammen mit den restlichen Angehörigen der Legio Campana nach Rom verbracht, wo er sich durch Selbstmord seiner öffentlichen Hinrichtung auf dem Forum entzog.